# Richard Carpenter (zenész)
Richard Lynn Carpenter (New Haven, Connecticut, 1946. október 15. –) amerikai énekes, zenész, dalszerző, producer. Testvérével, Karennal közösen alkották a The Carpenters nevű zenei duót, amely a hetvenes évek elején az egyik legsikeresebb zenei formáció volt.

## Magánélete
Nős, felesége Mary Rudolph, akivel 1984-ben házasodott össze. Öt gyerek édesapja, a család 2000-ben a kaliforniai Thousand Oaksba költözött.
Richard lelkes gyűjtője a Mopar autóknak.

## Szólólemezei
- Time (1987)
- Pianist • Arranger • Composer • Conductor (1989)